# Giovanni Maria Angioy
Giuannemaria (ou Zuannemaria) Angioy (Bono, 21 octobre 1751 - Paris, 23 février 1808) est un homme politique et patriote sarde de la fin du XVIIIe siècle.

## Biographie
Angioy suit à Sassari des études chez les pères jésuites et en 1771, il est diplômé de l'université de Sassari. Ses parents l'envoient à Cagliari comme apprenti auprès du juriste Gavino Nieddu ; mais au bout de deux mois, Angioy abandonne son apprentissage et se lance dans l'étude du droit.
En 1772, Angioy entame une carrière universitaire et l'année suivante, obtient la chaire d'institutions civiles. En 1789, il est nommé juge près la Reale Udienza, la cour suprême du royaume de Sardaigne.
Le 28 avril 1794, l'assassinat de deux fonctionnaires piémontais à Cagliari dégénère en rébellion ouverte. Ce sont les journées de s’acciappa (véritable chasse aux Piémontais encore en ville). La révolte se propage dans toute la Sardaigne. Les rebelles, s'appuyant sur les paysans pauvres, occupent Sassari, au nord de l’île, où s'était réfugiée une grande partie de l'aristocratie.
L'agitation anti-féodale s'étendant, le Parlement sarde envoie depuis Cagliari une armée avec à sa tête l'avocat Giovanni Maria Angioy. Celui-ci, sympathisant des idées de la Révolution française, prend à son arrivée le parti du peuple et soutient la rébellion.
À la tête de son armée et de diverses milices irrégulières, il marche contre les loyalistes qui, au même moment, rassemblent une nouvelle armée à Cagliari tout en demandant l’aide du vice-roi. Angioy est désavoué et, se mettant à dos les forces conservatrices, continue son avancée vers la capitale. Surpris à revers par une armée piémontaise (complétée de mercenaires suisses et corses) fraîchement débarquée et mieux équipée, il est vaincu près d'Oristano en 1796. Sa tête est dès lors mise à prix comme bandit. Sa famille doit fuir et changer de nom. Son village natal de Bono est bombardé et saccagé.
Angioy fuit sur le continent et se réfugie à Paris. On dit que jusqu’à son dernier jour il aura cherché à convaincre Napoléon d'envoyer une armée en Sardaigne pour y porter les idéaux de la Révolution. Il meurt à Paris, dans un état proche de l'indigence, au 3, rue Froidmanteau, au premier étage de l'Hôtel Carignan, en 1808, assisté par Catherine Dupont. Ses funérailles ont lieu en l'église de Saint-Germain-l'Auxerrois, à Paris. Le lieu de sa sépulture est inconnu.

## Voir Aussi